# Sicsiacsuangi metró
A Sicsiacsuangi metró (egyszerűsített kínai írással: , hagyományos kínai írással: , pinjin: ) Kínában található Sicsiacsuang városban és vonzáskörzetében. A metróhálózat hossza 2024 áprilisában 67,5 km, a metróvonalak száma 3 és az állomások száma 63 volt. Az első vonal 2017. június 27. nyílt meg.

## Forgalom
Az utasforgalom az elmúlt években az alábbi módon változott:
| 2017 | 40 400 000 |
| 2019 | 95 660 000 |